# Aino-Kaisa Pekonen
Aino-Kaisa Ilona Pekonen (ur. 24 stycznia 1979 w Riihimäki) – fińska polityk, pielęgniarka i samorządowiec, posłanka do Eduskunty, od 2019 do 2021 minister spraw społecznych i zdrowia.

## Życiorys
W 2000 została dyplomowaną pielęgniarką, pracowała m.in. w tym zawodzie. Zaangażowała się w działalność polityczną w ramach Sojuszu Lewicy. Od 2004 wybierana na radną miejską w Riihimäki. W 2007 objęła funkcję drugiej wiceprzewodniczącej swojego ugrupowania. W 2011 po raz pierwszy uzyskała mandat deputowanej do fińskiego parlamentu. Z powodzeniem ubiegała się o reelekcję w wyborach w 2015, 2019 i 2023. W 2015 została przewodniczącą frakcji parlamentarnej Sojuszu Lewicy.
W czerwcu 2019 została ministrem spraw społecznych i zdrowia w rządzie Anttiego Rinne. Pozostała na tym stanowisku również w powołanym w grudniu 2019 gabinecie Sanny Marin. Zakończyła pełnienie funkcji ministra w czerwcu 2021.